# 2025 en Corée du Sud
Cette page concerne des événements qui se sont produits durant l'année 2025 du calendrier grégorien en Corée du Sud.

## Événements

### Janvier
- 1er janvier : un jour après que le président par intérim Choi Sang-mok a nommé deux juges à la Cour constitutionnelle, les chefs du Cabinet du Président (en), du Bureau des politiques, du Bureau de la sécurité nationale (en), le conseiller spécial pour les affaires étrangères et la sécurité et le secrétaire principal expriment leur intention de démissionner auprès de Choi[1].
- 3 janvier : Affrontement à la résidence de Yoon Suk-yeol (en) : les enquêteurs sont confrontés à un affrontement avec le Service de sécurité présidentielle (en) à l'extérieur de la résidence présidentielle après avoir échoué à exécuter un mandat d'arrêt visant à arrêter le président destitué Yoon Suk-yeol pour sa tentative ratée d'instaurer la loi martiale[2].
- 4 janvier : un bateau de pêche coule après avoir heurté des rochers au large de la côte de Gageodo, tuant trois personnes à bord[3].
- 8 janvier : l'ancien dirigeant du Parti démocratique de Corée, Song Young-gil, est condamné à deux ans de prison pour avoir accepté un financement politique illégal de la part de sept hommes d'affaires[4].
- 10 janvier : Park Chong-jun démissionne de son poste de chef du Service de sécurité présidentielle à la suite d'une enquête sur le rôle de l'agence dans l'obstruction de l'arrestation du président Yoon le 3 janvier[5].
- 15 janvier : le président Yoon Suk-yeol est arrêté pour rébellion, à la suite de sa tentative d'imposer la loi martiale en décembre 2024.

### Février
- 14 février : Au moins six personnes sont tuées, et sept autres blessées, dans un incendie sur un chantier de construction à Busan[6].

### Mars
- 6 mars : le bombardement de Pocheon (accidentel) blesse 15 personnes.
- 21 mars : début d'une série d'incendies en Corée du Sud qui ont font le plus important depuis la création du cet État. Le premier incendie important s'est produit dans le district de Sancheong, suivi de l'incendie le plus important dans le District de Uiseong. Le bilan, au 27 mars, est de 36 000 hectares et d'au moins 27 tués[7].

### Avril
- 4 avril : le président Yoon Suk-yeol est destitué par la Cour constitutionnelle de Corée, à la suite d'un vote de l'Assemblée nationale.

### Mai
- 29 mai : un avion de patrouille maritime Lockheed P-3C Orion de la Marine de la république de Corée avec 4 personnes à bord s'écrase peu après son décollage contre une montage près de la ville de Pohang en Gyeongsang du Nord[8].

### Juin
- 3 juin : élection présidentielle, Lee Jae-myung est élu.